# Эху Тирмхарна

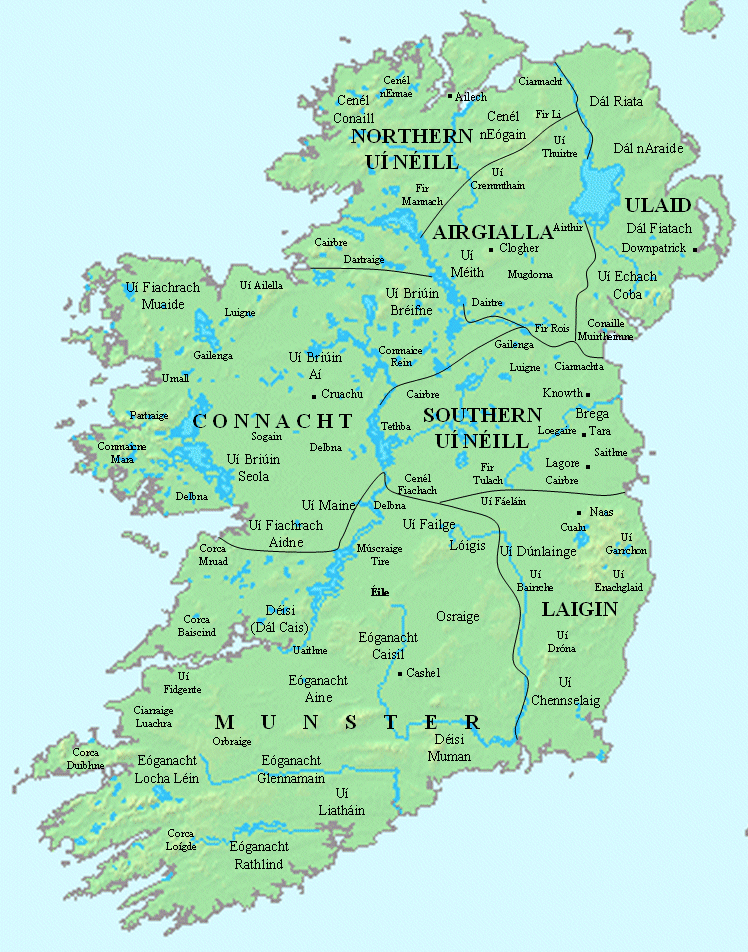
Ирландия в Раннее Средневековье

Эху Тирмхарна (Эоху Тирмхарна; др.‑ирл. Echu Tirmcharna; умер в 556) — король Коннахта (550—556) из рода Уи Бриуйн.

## Биография
Эху был сыном Фергуса мак Муйредайга. Согласно средневековым генеалогиям, он принадлежал к Уи Бриуйн Ай, одной из ветвей рода Уи Бриуйн. Ни один из ближайших предков Эху Тирмхарны не обладал властью над всем Коннахтом. Ближайшим родичем Тирмхарны, владевшим престолом этого королевства, был его прапрадед Дауи Тенга Ума, погибший в 502 году. Всю первую половину VI века Коннахтом правили выходцы из рода Уи Фиахрах, противники семьи Эху в борьбе за власть над королевством.
В 550 году в результате победы королей-соправителей Айлеха Форггуса мак Муйрхертайга и Домналла Илхелгаха над коннахтским войском при Кул Конайре (вблизи залива Клю) погиб король Айлиль Инбанда из рода Уи Фиахрах. После этой битвы престолом Коннахта овладел Эху Тирмхарна. Возможно, после победы при Кул Конайре Фергус и Домналл способствовали переходу власти в Коннахте от представителей враждебного им рода Уи Фиахрах к королю Эху.
О правлении Эху Тирмхарны известно очень мало. В средневековой поэме о королях Коннахта он наделяется высокими эпитетами «исключительный» (др.‑ирл. dryflesh) и «благородный». Как Эху Исключительный он упоминается и в «Анналах Тигернаха». В «Лейнстерской книге» Эху ошибочно наделяется двадцатью годами правления. В ирландских анналах Эху упоминается только в связи с его смертью. «Анналы Тигернаха» датируют это событие 556 годом, сообщая также в записях о событиях следующего года о восшествии на престол Коннахта сына Эху Аэда мак Эхаха.
Однако современные историки отмечают возможную малодостоверность данных средневековых исторических источников о ранней истории рода Уи Бриуйн. Так, Ф. Д. Бирн считал генеалогию Эху Тирмхарны «чрезвычайно сомнительной» и носящей «признаки фальсификации». Возможно, прославление живших в VI веке представителей Уи Бриуйн началось только в VIII веке, когда этот род действительно стал одним из наиболее влиятельных коннахтских семейств. Предполагается, что этим может быть объяснено присутствие в некоторых источниках сведений о том, что после смерти Эху престол Коннахта перешёл не к его сыну Аэду, а к представителю коннахтского семейства Уи Фиахрах. В том числе, в списке коннахтских королей из «Лейнстерской книги» указано, что после Эху престолом сначала в течение трёх лет владел Ферадах мак Роса из Уи Фиахрах, а затем ещё столько же времени правил Маэл Котайд мак Маэл Умай.